# Andrea Vanetti
Andrea Vanetti (Varese, 25 agosto 1990) è un hockeista su ghiaccio italiano, ala dell'HCMV Varese Hockey.

## Carriera
Cresciuto nel settore giovanile del Lugano, nella stagione 2009-10 ha esordito in prima squadra nella massima serie del campionato svizzero. Dopo le esperienze sempre in Svizzera con Ceresio e Chiasso ha invece fatto ritorno in Italia ai Milano Rossoblu con cui ha conquistato un campionato di Serie B nel 2017 e due Coppe Italia nel 2017 e nel 2018. Dalla stagione successiva passa a Varese e dal 2020 viene nominato capitano della formazione bosina. Nel corso della stagione 2022-2023 mette a segno il double Campionato-Coppa Italia, nell’anno in cui i Mastini tornano a giocare nella rinnovata Acinque Ice Arena.

## Palmarès
- Coppa Italia: 3

Milano: 2016-2017, 2017-2018
Varese: 2022-2023
- Serie B: 2

Milano: 2016-2017
Varese: 2022-2023